# William Buller (évêque)
Guillaume Buller (1735 - 1796) est un pasteur anglais qui est évêque d'Exeter de 1792 à 1796 .

## Biographie
Buller est né probablement à Morval, Cornouailles, de John Francis Buller et Rebecca Trelawney. Il fait ses études à Christ Church, Oxford, diplômé BA en 1757, MA en 1759; JJ et JJ en 1781.
Il commence sa carrière comme recteur de Brightwell et chanoine de la cathédrale de Winchester. Il est également recteur de North Waltham . En 1773, Buller devient chanoine résident de Windsor en 1773 et est choisi doyen d'Exeter en 1784. En 1790, Buller est traduit par doyen de Cantorbéry . Buller retourne à Exeter comme évêque à la fin de 1792.
Le 19 avril 1762, Buller épouse Anne Thomas, la fille de John Thomas, évêque de Winchester. Buller est un ami de George Austen, le père de Jane Austen, qui élève son fils Richard Buller . William Buller est décédé le 12 décembre 1796.